# Château d'Aniès
Le château d'Aniès, ou château d'Agnès, est un château-fort situé à Saint-Marcel-Campes, dans le Tarn, en région Occitanie (France). C'est un petit château élevé au XVIe siècle, mais construit sur les vestiges d'une bâtisse fortifiée bien plus ancienne.

## Historique

### Origine
En janvier 1212, durant la croisade contre les albigeois, Simon de Montfort, chef des croisés, se dirige vers Saint-Marcel-Campes sur le conseil de l'abbé Arnaud Amaury. La petite cité fortifiée, en bordure du Cérou, est dirigée par Géraud de Pépieux, fidèle du comte Raymond VI de Toulouse,.
Le chef des croisés, en compagnie du vicomte de Bruniquel, Baudouin de Toulouse, aurait alors séjourné au château primitif d'Aniès, qui existait donc avant même le XIIIe siècle. Le site d'Aniès était un emplacement tactique, qui offrait un point de vue intéressant sur la cité, alors ralliée à la cause cathare. Il mène donc le siège Saint-Marcel-Campes, avec une centaine d'hommes d'armes, siège qui dure de janvier à mars 1212. Néanmoins, il doit abandonner le blocus face au comte Raymond-Roger de Foix et ses quelque 500 soldats.

### Le château actuel
On ne trouve alors plus d'élément historique sur l'édifice, du moins jusqu'au XVIe siècle, date de construction du château actuel. Une prétendue Dame Agnès aurait marqué l'histoire du château, sans qu'il n'en demeure de preuves historiques, expliquant le nom de l'édifice.

## Architecture
(septembre 2022).
Le château d'Aniès se compose d'un corps de logis rectangulaire sur trois étages, et possède deux tours circulaires. La première se trouve au milieu de la façade Sud, contient un escalier à vis, et sert aussi de porte d'entrée à la bâtisse. Cette tour est défendue par plusieurs bouches à feu, et deux meurtrières protègent l'accès à la porte. La seconde tour, à l'angle Nord-Est, comporte elle aussi un escalier à vis. Elle est percée de nombreuses meurtrières qui, de par leurs orientations, offrent la possibilité de défendre chaque côté sans angle mort. Elle possédait auparavant de grandes fenêtres à meneaux, aujourd'hui murées, et présente une bretèche. Depuis cette tour part un mur de refend scindant la demeure en deux.
L'ensemble du domaine, le château et ses dépendances, était anciennement ceint d'un large fossé sur le côté Nord.